# Phrynocephalus rossikowi
Espèce
Synonymes
- Phrynocephalus rossikowi var. relictus Nikolsky, 1915

Phrynocephalus rossikowi est une espèce de sauriens de la famille des Agamidae.

## Répartition
Cette espèce se rencontre au Turkménistan et en Ouzbékistan.

## Liste des sous-espèces
Selon The Reptile Database (6 mai 2012) :
- Phrynocephalus rossikowi rossikowi Nikolsky, 1898
- Phrynocephalus rossikowi shammakowi Szczerbak & Golubev, 1979

## Étymologie
Cette espèce est nommée en l'honneur de Konstantin Nikolaevich Rossikow.

## Publications originales
- Nikolsky, 1898 : On two new lizards from Russia. Annuaire Musée Zoologique de l’Académie Impériale des Sciences de St.-Pétersbourg, vol. 2, p. 284-288.
- Szczerbak & Golubev, 1979 : A new subspecies of Phrynocephalus rossikowi shammakowi ssp. n. (Reptilia, Sauria, Agamidae) from the central Kara-Kum Desert. Vestnik Zoologii, vol. 1979, no 6, p. 81-83.